# Willits
Willits (dawniej  Little Lake i Willitsville) – miasto w Stanach Zjednoczonych, w stanie Kalifornia, w hrabstwie Mendocino. Miasto powstało na działce Hirama Willitsa, stąd nazwa Willitsville, a obecnie Willits. Little Lake było nazwą urzędu pocztowego.